# Atalanta Bergamasca Calcio 2020-2021
Questa voce raccoglie le informazioni riguardanti l'Atalanta Bergamasca Calcio nelle competizioni ufficiali della stagione 2020-2021.

## Stagione
Nel campionato 2020-2021 l'Atalanta disputa il suo sessantaduesimo torneo di massima serie (il sessantesimo a girone unico).
La squadra di Gian Piero Gasperini riesce a farsi onore in tutte e tre le competizioni in cui è impegnata. 
Notevole il cammino degli orobici in Champions League, dove superano il proprio girone (con Liverpool, Ajax e Midtjylland) grazie al secondo posto conquistato, salvo poi arrendersi nel doppio confronto con il Real Madrid, ripetendo così quanto già di buono fatto nella precedente edizione della massima competizione continentale.
Anche in campionato la squadra inanella un rendimento elevatissimo, grazie all'elevata prolificità offensiva (alla fine saranno 90 i goal all'attivo) già testata negli anni precedenti, infatti il torneo inizia con tre vittorie consecutive (fatto mai accaduto prima nelle precedenti partecipazioni alla massima serie) aggiornando a undici il record di vittorie esterne in Serie A;  per il terzo campionato consecutivo i nerazzurri centrano il terzo posto in classifica, questa volta alle spalle delle due milanesi, con relativa qualificazione alla Champions League, perdendo la piazza d'onore solo all'ultima giornata a causa della sconfitta interna per mano del Milan. 
Con 22 reti realizzate, l'attaccante colombiano Luis Muriel si guadagna il secondo posto nella classifica marcatori del torneo, dietro Cristiano Ronaldo, e a queste vanno aggiunte altre 4 realizzazioni nelle coppe, portando a 26 il bottino stagionale.
Infine è ottimo anche il cammino anche in Coppa Italia 2020-2021, dove gli orobici, dopo aver superato Cagliari, Lazio e Napoli nei turni a eliminazione diretta, centrano la quarta finale del Torneo Tricolore della propria storia, ma devono cedere il passo alla Juventus nella gara unica giocata il 19 maggio 2021 a Reggio Emilia.

## Divise e sponsor
Lo sponsor tecnico per la stagione 2020-2021 è Joma, mentre lo sponsor ufficiale è Plus500.
| Casa | Trasferta | Terza divisa | Champions League | Christmas Match |

## Organigramma societario
Area direttiva
- Presidente: Antonio Percassi
- Amministratore delegato: Luca Percassi
- Consiglieri: Stefano Percassi, Matteo Percassi, Isidoro Fratus, Marino Lazzarini, Maurizio Radici, Roberto Selini, Mario Volpi
- Collegio sindacale: Giambattista Negretti (Presidente), Pierluigi Paris (Sindaco Effettivo), Alessandro Michetti (Sindaco Effettivo)
- Organismo di vigilanza: Marco De Cristofaro (Presidente), Diego Fratus, Pietro Minaudo

Area organizzativa
- Direttore generale: Umberto Marino
- Direttore operativo: Roberto Spagnolo
- Direttore Amministrazione, Controllo e Finanza: Valentino Pasqualato
- Segretario generale: Marco Semprini
- Team manager: Mirco Moioli
- Responsabile del Servizio di Prevenzione e Protezione: Massimiliano Merelli
- Delegato Sicurezza Stadio: Marco Colosio
- Coordinatore Area Biglietteria-Slo: Marco Malvestiti

Area comunicazione e marketing
- Responsabile comunicazione: Elisa Persico
- Addetto Stampa: Andrea Lazzaroni
- Direttore marketing: Romano Zanforlin
- Marketing Supervisor: Antonio Bisanti
- Licensing manager: Sara Basile
- Supporter Liaison Officer: Marco Malvestiti

Area tecnica
- Responsabile Area Tecnica: Giovanni Sartori
- Direttore sportivo: Gabriele Zamagna
- Allenatore: Gian Piero Gasperini
- Allenatore in seconda: Tullio Gritti
- Collaboratore tecnici: Mauro Fumagalli
- Preparatori atletici: Domenico Borelli, Luca Trucchi, Gabriele Boccolini
- Preparatore dei portieri: Massimo Biffi

Area sanitaria
- Responsabile sanitario: Paolo Amaddeo
- Medico sociale: Marco Bruzzone
- Fisioterapisti: Simone Campanini, Marcello Ginami, Alessio Gurioni, Michele Locatelli

Staff
- Magazzinieri: Isidoro Arrigoni, Nadia Donnini, Luca Tasca

## Rosa
| N. |                        | Ruolo | Calciatore                  |
| -- | ---------------------- | ----- | --------------------------- |
| 1  | Serbia (bandiera)      | P     | Boris Radunović             |
| 2  | Italia (bandiera)      | D     | Rafael Tolói (capitano)     |
| 3  | Danimarca (bandiera)   | D     | Joakim Mæhle                |
| 4  | Croazia (bandiera)     | D     | Boško Šutalo                |
| 6  | Argentina (bandiera)   | D     | José Luis Palomino          |
| 7  | Paesi Bassi (bandiera) | A     | Sam Lammers                 |
| 8  | Germania (bandiera)    | D     | Robin Gosens                |
| 9  | Colombia (bandiera)    | A     | Luis Muriel                 |
| 10 | Argentina (bandiera)   | A     | Alejandro Gómez             |
| 11 | Svizzera (bandiera)    | C     | Remo Freuler (vicecapitano) |
| 13 | Italia (bandiera)      | D     | Mattia Caldara              |
| 15 | Paesi Bassi (bandiera) | C     | Marten de Roon              |
| 17 | Argentina (bandiera)   | D     | Cristian Romero             |
| 18 | Ucraina (bandiera)     | C     | Ruslan Malinovs'kyj         |
| 19 | Albania (bandiera)     | D     | Berat Djimsiti              |
| 20 | Ucraina (bandiera)     | C     | Viktor Kovalenko            |
| 21 | Italia (bandiera)      | D     | Cristiano Piccini           |

| N. |                           | Ruolo | Calciatore        |
| -- | ------------------------- | ----- | ----------------- |
| 24 | Italia (bandiera)         | P     | Marco Carnesecchi |
| 26 | Colombia (bandiera)       | D     | Johan Mojica      |
| 27 | Italia (bandiera)         | D     | Fabio Depaoli     |
| 31 | Italia (bandiera)         | P     | Francesco Rossi   |
| 32 | Italia (bandiera)         | C     | Matteo Pessina    |
| 33 | Paesi Bassi (bandiera)    | D     | Hans Hateboer     |
| 40 | Italia (bandiera)         | D     | Matteo Ruggeri    |
| 41 | Italia (bandiera)         | D     | Davide Ghislandi  |
| 44 | Italia (bandiera)         | C     | Emmanuel Gyabuaa  |
| 57 | Italia (bandiera)         | P     | Marco Sportiello  |
| 59 | Russia (bandiera)         | C     | Aleksej Mirančuk  |
| 72 | Slovenia (bandiera)       | A     | Josip Iličić      |
| 79 | Costa d'Avorio (bandiera) | A     | Amad Diallo       |
| 88 | Croazia (bandiera)        | C     | Mario Pašalić     |
| 91 | Colombia (bandiera)       | A     | Duván Zapata      |
| 95 | Italia (bandiera)         | P     | Pierluigi Gollini |

## Calciomercato

### Sessione estiva(dal 01/09 al 05/10)
| Acquisti         | Acquisti              | Acquisti        | Acquisti                                      |
| R.               | Nome                  | da              | Modalità                                      |
| ---------------- | --------------------- | --------------- | --------------------------------------------- |
| P                | Marco Carnesecchi     | Trapani         | fine prestito                                 |
| P                | Boris Radunović       | Verona          | fine prestito                                 |
| D                | Davide Bettella       | Pescara         | fine prestito                                 |
| D                | Enrico Del Prato      | Livorno         | fine prestito                                 |
| D                | Fabio Depaoli         | Sampdoria       | prestito (600.000 €)                          |
| D                | Federico Mattiello    | Cagliari        | fine prestito                                 |
| D                | Johan Mojica          | Girona          | prestito                                      |
| D                | Cristiano Piccini     | Valencia        | prestito                                      |
| D                | Arkadiusz Reca        | SPAL            | fine prestito                                 |
| D                | Cristian Romero       | Genoa           | prestito (4 milioni € + 2 milioni € di bonus) |
| C                | Marco Carraro         | Perugia         | fine prestito                                 |
| C                | Andrea Colpani        | Trapani         | fine prestito                                 |
| C                | Nicolas Haas          | Frosinone       | fine prestito                                 |
| C                | Filippo Melegoni      | Pescara         | fine prestito                                 |
| C                | Aleksej Mirančuk      | Lokomotiv Mosca | definitivo (14,5 milioni €)                   |
| C                | Simone Muratore       | Juventus        | definitivo (7 milioni €)                      |
| C                | Mario Pašalić         | Chelsea         | riscatto cartellino (15 milioni €)            |
| C                | Matteo Pessina        | Verona          | fine prestito                                 |
| A                | Christian Capone      | Perugia         | fine prestito                                 |
| A                | Sam Lammers           | PSV             | definitivo (9 milioni €+1 milione € di bonus) |
| A                | Emmanuel Latte Lath   | Pianese         | fine prestito                                 |
| A                | Simone Mazzocchi      | Südtirol        | definitivo                                    |
| A                | Gaetano Monachello    | Venezia         | fine prestito                                 |
| A                | Marco Tumminello      | Pescara         | fine prestito                                 |
| A                | Luca Vido             | Pisa            | fine prestito                                 |
| Altre operazioni |                       |                 |                                               |
| R.               | Nome                  | da              | Modalità                                      |
| P                | Stefano Mazzini       | Piacenza        | fine prestito                                 |
| P                | Alessandro Pavan      | Virtus Bergamo  | fine prestito                                 |
| P                | Alessandro Santopadre | Paganese        | fine prestito                                 |
| P                | Roberto Taliento      | Südtirol        | fine prestito                                 |
| D                | Alberto Alari         | Südtirol        | fine prestito                                 |
| D                | Andrea Boffelli       | Pro Patria      | fine prestito                                 |
| D                | Alberto Dossena       | Alessandria     | fine prestito                                 |
| D                | Fabio Eguelfi         | Feralpisalò     | fine prestito                                 |
| D                | Alessandro Eleuteri   | Alessandria     | fine prestito                                 |
| D                | Riccardo Gatti        | Fano            | fine prestito                                 |
| D                | Stefano Marchetti     | Renate          | fine prestito                                 |
| D                | Lorenzo Migliorelli   | Siena           | fine prestito                                 |
| D                | Christian Mora        | Cittadella      | fine prestito                                 |
| D                | Matteo Salvi          | Pontedera       | fine prestito                                 |
| D                | Eyob Zambataro        | Ravenna         | fine prestito                                 |
| D                | Enrico Zanoni         | Gubbio          | fine prestito                                 |
| C                | Isnik Alimi           | Imolese         | fine prestito                                 |
| C                | Thomas Bolis          | Piacenza        | fine prestito                                 |
| C                | Bryan Cabezas         | Emelec          | fine prestito                                 |
| C                | Davide Ghidini        | Caravaggio      | fine prestito                                 |
| C                | Alessandro Mallamo    | Juve Stabia     | fine prestito                                 |
| C                | Willy Ta Bi           | Pescara         | fine prestito                                 |
| C                | Tiziano Tulissi       | Modena          | fine prestito                                 |
| A                | Aimone Calì           | Catanzaro       | fine prestito                                 |
| A                | Salvatore Elia        | Juve Stabia     | fine prestito                                 |
| A                | Rilind Nivokazi       | Lecco           | fine prestito                                 |
| A                | Matteo Pedrini        | Giana Erminio   | fine prestito                                 |
| A                | Lorenzo Peli          | Como            | fine prestito                                 |

| Cessioni         | Cessioni            | Cessioni       | Cessioni                            |
| R.               | Nome                | a              | Modalità                            |
| ---------------- | ------------------- | -------------- | ----------------------------------- |
| P                | Etrit Berisha       | SPAL           | riscatto cartellino (3,5 milioni €) |
| D                | Raoul Bellanova     | Pescara        | prestito                            |
| D                | Davide Bettella     | Monza          | prestito                            |
| D                | Timothy Castagne    | Leicester City | definitivo (25 milioni €)           |
| D                | Lennart Czyborra    | Genoa          | prestito                            |
| D                | Enrico Del Prato    | Reggina        | prestito                            |
| D                | Gianluca Mancini    | Roma           | riscatto cartellino (13 milioni €)  |
| D                | Federico Mattiello  | Spezia         | prestito                            |
| D                | Arkadiusz Reca      | Crotone        | prestito                            |
| D                | Marco Varnier       | Pisa           | rinnovo prestito                    |
| C                | Marco Carraro       | Frosinone      | prestito                            |
| C                | Andrea Colpani      | Monza          | prestito                            |
| C                | Marco D'Alessandro  | SPAL           | riscatto cartellino (3 milioni €)   |
| C                | Jacopo Da Riva      | Vicenza        | prestito                            |
| C                | Nicolas Haas        | Empoli         | prestito                            |
| C                | Filippo Melegoni    | Genoa          | prestito                            |
| C                | Simone Muratore     | Reggiana       | prestito                            |
| C                | Adrien Tameze       | Nizza          | fine prestito                       |
| C                | Luca Valzania       | Cremonese      | rinnovo prestito                    |
| A                | Christian Capone    | Pescara        | prestito                            |
| A                | Ebrima Colley       | Verona         | prestito                            |
| A                | Emmanuel Latte Lath | Pro Patria     | prestito                            |
| A                | Simone Mazzocchi    | Reggiana       | prestito                            |
| A                | Gaetano Monachello  |                | svincolato                          |
| A                | Roberto Piccoli     | Spezia         | prestito                            |
| A                | Luca Vido           | Pisa           | rinnovo prestito                    |
| Altre operazioni |                     |                |                                     |
| R.               | Nome                | a              | Modalità                            |
| P                | Stefano Mazzini     | Carrarese      | prestito                            |
| D                | Andrea Boffelli     |                | svincolato                          |
| D                | Alberto Dossena     | Avellino       | definitivo                          |
| D                | Alessandro Eleuteri |                | svincolato                          |
| D                | Riccardo Gatti      | Reggiana       | definitivo                          |
| D                | Rodrigo Guth        | Pescara        | prestito                            |
| D                | Stefano Marchetti   |                | svincolato                          |
| D                | Lorenzo Migliorelli |                | svincolato                          |
| D                | Christian Mora      | Alessandria    | prestito                            |
| D                | Caleb Okoli         | SPAL           | prestito                            |
| D                | Matteo Salvi        | Pistoiese      | prestito                            |
| D                | Eyob Zambataro      | Monopoli       | prestito                            |
| C                | Isnik Alimi         | Sebenico       | prestito                            |
| C                | Thomas Bolis        | Ravenna        | prestito                            |
| C                | Riccardo Burgio     | Avellino       | prestito                            |
| C                | Erdis Kraja         | Grosseto       | prestito                            |
| C                | Tiziano Tulissi     |                | svincolato                          |
| C                | Andrea Viviani      | Bologna        | prestito                            |
| A                | Lorenzo Babbi       | Piacenza       | prestito                            |
| A                | Aimone Calì         |                | svincolato                          |
| A                | Nicolò Cambiaghi    | Reggiana       | prestito                            |
| A                | Matteo Pedrini      | Grosseto       | prestito                            |
| A                | Lorenzo Peli        | Reggina        | prestito                            |

### Sessione invernale(dal 04/01 al 01/02)
| Acquisti         | Acquisti         | Acquisti | Acquisti                    |
| R.               | Nome             | da       | Modalità                    |
| ---------------- | ---------------- | -------- | --------------------------- |
| D                | Joakim Mæhle     | Genk     | definitivo (11+4 milioni €) |
| C                | Viktor Kovalenko | Šachtar  | definitivo (700.000 €)      |
| Altre operazioni |                  |          |                             |
| R.               | Nome             | da       | Modalità                    |
| C                | Riccardo Burgio  | Avellino | fine prestito               |
| A                | Matteo Pedrini   | Grosseto | fine prestito               |
| A                | Lorenzo Peli     | Reggina  | fine prestito               |

| Cessioni         | Cessioni          | Cessioni       | Cessioni                     |
| R.               | Nome              | a              | Modalità                     |
| ---------------- | ----------------- | -------------- | ---------------------------- |
| P                | Marco Carnesecchi | Cremonese      | prestito                     |
| D                | Fabio Depaoli     | Sampdoria      | fine prestito                |
| D                | Johan Mojica      | Girona         | fine prestito                |
| D                | Cristiano Piccini | Valencia       | fine prestito                |
| C                | Alejandro Gómez   | Siviglia       | definitivo (7,5 milioni)     |
| A                | Amad Diallo       | Manchester Utd | definitivo (21+20 milioni €) |
| A                | Marco Tumminello  | SPAL           | prestito                     |
| Altre operazioni |                   |                |                              |
| R.               | Nome              | a              | Modalità                     |
| C                | Riccardo Burgio   | Renate         | prestito                     |
| A                | Matteo Pedrini    | Bisceglie      | prestito                     |
| A                | Lorenzo Peli      | Como           | prestito                     |

## Risultati

### Serie A

#### Girone di andata
| Arbitro: | Maresca (Napoli) |

|             |           |                                        |
| Caicedo 57’ | Marcatori | 10’ Gosens 32’ Hateober 41’, 61’ Gómez |

| Arbitro: | Irrati (Pistoia) |

|                  |           |                                               |
| Belotti 11’, 43’ | Marcatori | 13’ Gómez 21’ Muriel 42’ Hateboer 54’ de Roon |

| Arbitro: | Pasqua (Tivoli) |

|                                                        |           |                          |
| Muriel 7’ Gómez 29’ Pašalić 37’ Zapata 42’ Lammers 81’ | Marcatori | 24’ Godín 52’ João Pedro |

| Arbitro: | Di Bello (Brindisi) |

|                                          |           |             |
| Lozano 23’, 27’ Politano 30’ Osimhen 43’ | Marcatori | 69’ Lammers |

| Arbitro: | Calvarese (Teramo) |

|                   |           |                                           |
| Zapata 80’ (rig.) | Marcatori | 13’ Quagliarella 59’ Thorsby 90+2’ Jankto |

| Arbitro: | Dionisi (L'Aquila) |

|          |           |                 |
| Simy 40’ | Marcatori | 26’, 38’ Muriel |

| Arbitro: | Doveri (Roma) |

|              |           |              |
| Mirančuk 79’ | Marcatori | 58’ Martínez |

| Cesena 21 novembre 2020, ore 18:00 CET 8ª giornata | Spezia           | 0 – 0 referto | Atalanta | Orogel Stadium-Dino Manuzzi (0 spett.)\| Arbitro: \| Rapuano (Rimini) \| |
| Arbitro:                                           | Rapuano (Rimini) |               |          |                                                                          |

| Arbitro: | Massa (Imperia) |

|  |           |                                |
|  | Marcatori | 62’ (rig.) Veloso 83’ Zaccagni |

| Arbitro: | Calvarese (Teramo) |

|            |           |            |
| Pereyra 1’ | Marcatori | 44’ Muriel |

| Arbitro: | Mariani (Aprilia) |

|                                       |           |  |
| Gosens 44’ Malinovs'kyj 55’ Tolói 63’ | Marcatori |  |

| Arbitro: | Doveri (Roma) |

|            |           |             |
| Chiesa 29’ | Marcatori | 57’ Freuler |

| Arbitro: | Di Bello (Brindisi) |

|                                                |           |          |
| D. Zapata 59’ Gosens 70’ Muriel 72’ Iličić 85’ | Marcatori | 3’ Džeko |

| Arbitro: | Chiffi (Padova) |

|                      |           |                        |
| Tomiyasu 73’ Paz 82’ | Marcatori | 22’ (rig.), 23’ Muriel |

| Arbitro: | Maresca (Napoli) |

|                                                      |           |               |
| D. Zapata 11’, 49’ Pessina 45’ Gosens 57’ Muriel 68’ | Marcatori | 75’ Chiricheș |

| Arbitro: | Sacchi (Macerata) |

|                                     |           |  |
| Muriel 15’ D. Zapata 49’ Gosens 61’ | Marcatori |  |

| Arbitro: | Manganiello (Pinerolo) |

|         |           |                                               |
| Sau 52’ | Marcatori | 30’ Iličić 70’ Tolói 71’ D. Zapata 86’ Muriel |

| Bergamo 17 gennaio 2021, ore 18:00 CET 18ª giornata | Atalanta           | 0 – 0 referto | Genoa | Gewiss Stadium (0 spett.)\| Arbitro: \| Marinelli (Tivoli) \| |
| Arbitro:                                            | Marinelli (Tivoli) |               |       |                                                               |

| Arbitro: | Mariani (Aprilia) |

|  |           |                                            |
|  | Marcatori | 26’ Romero 53’ (rig.) Iličić 77’ D. Zapata |

#### Girone di ritorno
| Arbitro: | Chiffi (Padova) |

|             |           |                                  |
| Pašalić 79’ | Marcatori | 3’ Marušić 51’ Correa 82’ Muriqi |

| Arbitro: | Fourneau (Roma) |

|                                  |           |                                        |
| Iličić 14’ Gosens 19’ Muriel 21’ | Marcatori | 42’ Belotti 45+1’ Bremer 84’ Bonazzoli |

| Arbitro: | Piccinini (Forlì) |

|  |           |            |
|  | Marcatori | 90’ Muriel |

| Arbitro: | Di Bello (Brindisi) |

|                                                |           |                                 |
| D. Zapata 52’ Gosens 64’ Muriel 71’ Romero 79’ | Marcatori | 58’ Zieliński 76’ (aut.) Gosens |

| Arbitro: | Marinelli (Tivoli) |

|  |           |                             |
|  | Marcatori | 40’ Malinovs'kyj 70’ Gosens |

| Arbitro: | Sozza (Seregno) |

|                                                            |           |          |
| Gosens 12’ Palomino 48’ Muriel 50’ Iličić 58’ Mirančuk 84’ | Marcatori | 23’ Simy |

| Arbitro: | Mariani (Aprilia) |

|              |           |  |
| Škriniar 54’ | Marcatori |  |

| Arbitro: | Marini (Roma) |

|                             |           |             |
| Pašalić 53’, 73’ Muriel 55’ | Marcatori | 81’ Piccoli |

| Arbitro: | Pairetto (Nichelino) |

|  |           |                                       |
|  | Marcatori | 33’ (rig.) Malinovs'kyj 42’ D. Zapata |

| Arbitro: | Manganiello (Pinerolo) |

|                               |           |                                |
| Muriel 19’, 43’ D. Zapata 61’ | Marcatori | 45’ Pereyra 71’ Stryger Larsen |

| Arbitro: | Sacchi (Macerata) |

|                   |           |                                      |
| Vlahović 57’, 66’ | Marcatori | 13’, 40’ D. Zapata 70’ (rig.) Iličić |

| Arbitro: | Orsato (Schio) |

|                  |           |  |
| Malinovs'kyj 87’ | Marcatori |  |

| Arbitro: | Calvarese (Teramo) |

|               |           |                  |
| Cristante 75’ | Marcatori | 26’ Malinovs'kyj |

| Arbitro: | Fabbri (Ravenna) |

|                                                                           |           |  |
| Malinovs'kyj 22’ Muriel 44’ (rig.) Freuler 57’ D. Zapata 59’ Mirančuk 73’ | Marcatori |  |

| Arbitro: | Pairetto (Nichelino) |

|                    |           |            |
| Berardi 52’ (rig.) | Marcatori | 32’ Gosens |

| Arbitro: | Giua (Olbia) |

|                       |           |                                                             |
| Brunetta 78’ Sohm 88’ | Marcatori | 12’ Malinovs'kyj 52’ Pessina 77’, 86’ Muriel 90+3’ Mirančuk |

| Arbitro: | Massa (Imperia) |

|                        |           |  |
| Muriel 22’ Pašalić 67’ | Marcatori |  |

| Arbitro: | Marinelli (Tivoli) |

|                                       |           |                                                      |
| Shomurodov 48’, 84’ Pandev 67’ (rig.) | Marcatori | 9’ D. Zapata 26’ Malinovs'kyj 44’ Gosens 51’ Pašalić |

| Arbitro: | Mariani (Aprilia) |

|  |           |                                 |
|  | Marcatori | 43’ (rig.), 90+3’ (rig.) Kessié |

### Coppa Italia

#### Fase ad eliminazione diretta
| Arbitro: | Dionisi (L'Aquila) |

|                                    |           |            |
| Mirančuk 43’ Muriel 61’ Šutalo 64’ | Marcatori | 55’ Sottil |

| Arbitro: | Pairetto (Nichelino) |

|                                           |           |                       |
| Djimsiti 7’ Malinovs'kyj 37’ Mirančuk 57’ | Marcatori | 17’ Muriqi 34’ Acerbi |

| Napoli 3 febbraio 2021, ore 20:45 CET Semifinale - Andata | Napoli           | 0 – 0 referto | Atalanta | Stadio Diego Armando Maradona (0 spett.)\| Arbitro: \| Fabbri (Ravenna) \| |
| Arbitro:                                                  | Fabbri (Ravenna) |               |          |                                                                            |

| Arbitro: | La Penna (Roma) |

|                                |           |            |
| D. Zapata 10’ Pessina 16’, 78’ | Marcatori | 53’ Lozano |

| Arbitro: | Massa (Imperia) |

|                  |           |                           |
| Malinovs'kyj 41’ | Marcatori | 31’ Kulusevski 73’ Chiesa |

### Champions League

#### Fase a gironi
| Arbitro: | Soares Dias |

|  |           |                                                 |
|  | Marcatori | 26’ D. Zapata 36’ Gómez 42’ Muriel 89’ Mirančuk |

| Arbitro: | Skomina |

|                    |           |                             |
| D. Zapata 54’, 60’ | Marcatori | 30’ (rig.) Tadić 38’ Traoré |

| Arbitro: | Hațegan |

|  |           |                                             |
|  | Marcatori | 16’, 33’, 54’ Diogo Jota 47’ Salah 49’ Mané |

| Arbitro: | del Cerro Grande |

|  |           |                       |
|  | Marcatori | 60’ Iličić 64’ Gosens |

| Arbitro: | Sidīropoulos |

|            |           |            |
| Romero 79’ | Marcatori | 13’ Scholz |

| Arbitro: | del Cerro Grande |

|  |           |            |
|  | Marcatori | 85’ Muriel |

#### Fase ad eliminazione diretta
| Arbitro: | Stieler |

|  |           |           |
|  | Marcatori | 86’ Mendy |

| Arbitro: | Makkelie |

|                                          |           |            |
| Benzema 34’ Ramos 60’ (rig.) Asensio 85’ | Marcatori | 83’ Muriel |

## Statistiche
Statistiche aggiornate al 23 maggio 2021.

### Statistiche di squadra
| Competizione     | Punti | In casa | In casa | In casa | In casa | In casa | In casa | In trasferta | In trasferta | In trasferta | In trasferta | In trasferta | In trasferta | Totale | Totale | Totale | Totale | Totale | Totale | DR  |
| Competizione     | Punti | G       | V       | N       | P       | Gf      | Gs      | G            | V            | N            | P            | Gf           | Gs           | G      | V      | N      | P      | Gf     | Gs     | DR  |
| ---------------- | ----- | ------- | ------- | ------- | ------- | ------- | ------- | ------------ | ------------ | ------------ | ------------ | ------------ | ------------ | ------ | ------ | ------ | ------ | ------ | ------ | --- |
| Serie A          | 78    | 19      | 12      | 3       | 4       | 49      | 24      | 19           | 11           | 6            | 2            | 41           | 23           | 38     | 23     | 9      | 6      | 90     | 47     | +43 |
| Coppa Italia     | -     | 3       | 3       | 0       | 0       | 9       | 4       | 1            | 0            | 1            | 0            | 0            | 0            | 5      | 3      | 1      | 1      | 10     | 6      | +4  |
| Champions League | -     | 4       | 0       | 2       | 2       | 3       | 9       | 4            | 3            | 0            | 1            | 8            | 3            | 8      | 3      | 2      | 3      | 11     | 12     | -1  |
| Totale           | -     | 26      | 15      | 5       | 6       | 61      | 37      | 24           | 14           | 7            | 3            | 49           | 26           | 51     | 29     | 12     | 10     | 111    | 65     | +46 |

### Andamento in campionato
| Giornata  | 1 | 2 | 3 | 4 | 5 | 6 | 7 | 8 | 9 | 10 | 11 | 12 | 13 | 14 | 15 | 16 | 17 | 18 | 19 | 20 | 21 | 22 | 23 | 24 | 25 | 26 | 27 | 28 | 29 | 30 | 31 | 32 | 33 | 34 | 35 | 36 | 37 | 38 |
| --------- | - | - | - | - | - | - | - | - | - | -- | -- | -- | -- | -- | -- | -- | -- | -- | -- | -- | -- | -- | -- | -- | -- | -- | -- | -- | -- | -- | -- | -- | -- | -- | -- | -- | -- | -- |
| Luogo     | T | T | C | T | C | T | C | T | C | T  | C  | T  | C  | T  | C  | C  | T  | C  | T  | C  | C  | T  | C  | T  | C  | T  | C  | T  | C  | T  | C  | T  | C  | T  | T  | C  | T  | C  |
| Risultato | V | V | V | P | P | V | N | N | P | N  | V  | N  | V  | N  | V  | V  | V  | N  | V  | P  | N  | V  | V  | V  | V  | P  | V  | V  | V  | V  | V  | N  | V  | N  | V  | V  | V  | P  |
| Posizione | 9 | 6 | 1 | 3 | 5 | 3 | 5 | 6 | 8 | 9  | 8  | 8  | 7  | 7  | 7  | 6  | 5  | 6  | 4  | 7  | 6  | 5  | 5  | 3  | 3  | 5  | 4  | 3  | 3  | 4  | 3  | 3  | 2  | 2  | 2  | 2  | 2  | 3  |

Fonte:  Serie A - Classifica, su transfermarkt.it, Transfermarkt.
Legenda:

Luogo: C = Casa; T = Trasferta. Risultato: V = Vittoria; N = Pareggio; P = Sconfitta.

### Statistiche dei giocatori
| Giocatore       | Serie A  | Serie A | Serie A     | Serie A    | Coppa Italia | Coppa Italia | Coppa Italia | Coppa Italia | Champions League | Champions League | Champions League | Champions League | Totale   | Totale | Totale      | Totale     |
| Giocatore       | Presenze | Reti    | Ammonizioni | Espulsioni | Presenze     | Reti         | Ammonizioni  | Espulsioni   | Presenze         | Reti             | Ammonizioni      | Espulsioni       | Presenze | Reti   | Ammonizioni | Espulsioni |
| --------------- | -------- | ------- | ----------- | ---------- | ------------ | ------------ | ------------ | ------------ | ---------------- | ---------------- | ---------------- | ---------------- | -------- | ------ | ----------- | ---------- |
| M. Caldara      | 6        | 0       | 1           | 0          | 2            | 0            | 0            | 0            | 1                | 0                | 0                | 0                | 9        | 0      | 1           | 0          |
| M. Carnesecchi  | 0        | -0      | 0           | 0          | -            | -            | -            | -            | -                | -                | -                | -                | 0        | -0     | 0           | 0          |
| F. Depaoli      | 5        | 0       | 0           | 0          | 1            | 0            | 0            | 0            | 1                | 0                | 0                | 0                | 7        | 0      | 0           | 0          |
| M. de Roon      | 35       | 1       | 8           | 1          | 5            | 0            | 1            | 0            | 6                | 0                | 1                | 0                | 46       | 1      | 10          | 1          |
| A. Diallo       | 1        | 0       | 1           | 0          | -            | -            | -            | -            | 1                | 0                | 0                | 0                | 2        | 0      | 1           | 0          |
| B. Djimsiti     | 33       | 0       | 8           | 0          | 5            | 1            | 0            | 0            | 8                | 0                | 2                | 0                | 46       | 1      | 10          | 0          |
| R. Freuler      | 34       | 2       | 5           | 0          | 5            | 0            | 1            | 0            | 7                | 0                | 1                | 1                | 46       | 2      | 7           | 1          |
| D. Ghislandi    | 1        | 0       | 0           | 0          | 0            | 0            | 0            | 0            | 0                | 0                | 0                | 0                | 1        | 0      | 0           | 0          |
| P. Gollini      | 25       | -26     | 0           | 1          | 4            | -5           | 0            | 0            | 3                | -1               | 0                | 0                | 32       | -32    | 0           | 1          |
| A. Gómez        | 10       | 4       | 0           | 0          | -            | -            | -            | -            | 6                | 1                | 0                | 0                | 16       | 5      | 0           | 0          |
| R. Gosens       | 32       | 11      | 9           | 1          | 5            | 0            | 0            | 0            | 7                | 1                | 1                | 0                | 44       | 12     | 10          | 1          |
| E. Gyabuaa      | 1        | 0       | 0           | 0          | 0            | 0            | 0            | 0            | -                | -                | -                | -                | 1        | 0      | 0           | 0          |
| H. Hateboer     | 22       | 2       | 3           | 0          | 2            | 0            | 0            | 0            | 6                | 0                | 1                | 0                | 30       | 2      | 4           | 0          |
| J. Iličič       | 28       | 6       | 2           | 0          | 4            | 0            | 2            | 0            | 6                | 1                | 1                | 0                | 38       | 7      | 5           | 0          |
| V. Kovalenko    | 1        | 0       | 0           | 0          | -            | -            | -            | -            | -                | -                | -                | -                | 1        | 0      | 0           | 0          |
| S. Lammers      | 15       | 2       | 0           | 0          | 1            | 0            | 0            | 0            | 1                | 0                | 0                | 0                | 17       | 2      | 0           | 0          |
| J. Mæhle        | 20       | 0       | 0           | 0          | 3            | 0            | 0            | 0            | 2                | 0                | 0                | 0                | 25       | 0      | 0           | 0          |
| R. Malinovs'kyj | 36       | 8       | 3           | 0          | 3            | 2            | 2            | 0            | 4                | 0                | 1                | 0                | 43       | 10     | 6           | 0          |
| A. Mirančuk     | 25       | 4       | 0           | 0          | 3            | 2            | 0            | 0            | 3                | 1                | 0                | 0                | 31       | 7      | 0           | 0          |
| J. Mojica       | 11       | 0       | 1           | 0          | -            | -            | -            | -            | 2                | 0                | 0                | 0                | 13       | 0      | 1           | 0          |
| L. Muriel       | 36       | 22      | 0           | 0          | 5            | 1            | 0            | 0            | 7                | 3                | 0                | 0                | 48       | 26     | 0           | 0          |
| J. Palomino     | 36       | 1       | 3           | 0          | 4            | 0            | 0            | 1            | 6                | 0                | 0                | 0                | 46       | 1      | 3           | 1          |
| M. Pašalić      | 25       | 6       | 2           | 0          | 3            | 0            | 0            | 0            | 5                | 0                | 0                | 0                | 33       | 6      | 2           | 0          |
| M. Pessina      | 28       | 2       | 2           | 0          | 5            | 2            | 0            | 0            | 7                | 0                | 0                | 0                | 40       | 4      | 2           | 0          |
| C. Piccini      | 1        | 0       | 0           | 0          | -            | -            | -            | -            | 0                | 0                | 0                | 0                | 1        | 0      | 0           | 0          |
| C. Romero       | 31       | 2       | 10          | 0          | 4            | 0            | 3            | 0            | 7                | 1                | 2                | 0                | 42       | 3      | 15          | 0          |
| F. Rossi        | 0        | -0      | 0           | 0          | 0            | -0           | 0            | 0            | 0                | -0               | 0                | 0                | 0        | -0     | 0           | 0          |
| M. Ruggeri      | 6        | 0       | 0           | 0          | -            | -            | -            | -            | 2                | 0                | 0                | 0                | 8        | 0      | 0           | 0          |
| M. Sportiello   | 15       | -21     | 0           | 0          | 1            | -1           | 0            | 0            | 5                | -11              | 0                | 0                | 21       | -33    | 0           | 0          |
| B. Šutalo       | 7        | 0       | 0           | 0          | 2            | 1            | 0            | 0            | -                | -                | -                | -                | 9        | 1      | 0           | 0          |
| R. Tolói        | 31       | 2       | 10          | 0          | 4            | 0            | 0            | 1            | 8                | 0                | 1                | 0                | 43       | 2      | 11          | 1          |
| D. Zapata       | 37       | 15      | 0           | 0          | 4            | 1            | 0            | 0            | 8                | 3                | 0                | 0                | 49       | 19     | 0           | 0          |